# Aulacospermum alaicum
Aulacospermum alaicum là một loài thực vật có hoa trong họ Hoa tán. Loài này được Pimenov & Kljuykov mô tả khoa học đầu tiên năm 1983.